# Guy Stockwell
Guy Harry Stockwell (Hollywood, California; 16 de noviembre de 1934-Prescott, Arizona; 6 de febrero de 2002) fue un actor estadounidense, que a lo largo de su carrera actuó en cerca de 30 películas y 250 episodios de series televisivas.

## Biografía
Nacido en Hollywood, California, sus padres eran la actriz de teatro Elizabeth Margaret Veronica y el actor y cantante Harry Stockwell. Su hermano menor era el también actor Dean Stockwell.
Stockwell trabajó en muchos shows televisivos, entre ellos Simon & Simon, Chips Knight Rider, Tales of the Gold Monkey, Magnum P.I., Murder, She Wrote, Columbo, Quantum Leap, Bonanza, Tombstone Territory, Combat! The Richard Boone Show, y Return to Peyton Place.
De las producciones cinematográficas en las que trabajó destacan El señor de la guerra (1965), Blindfold (1965), Beau Geste (1966) y Tobruk (1967)
Guy Stockwell falleció en Prescott, Arizona, en 2002, a causa de las complicaciones de una diabetes, enfermedad que sufrió en sus últimos años. Sus restos fueron incinerados, y las cenizas entregadas a sus allegados. Se había casado y divorciado en tres ocasiones.